# 布里亚尼
布里亚尼（法語：Brianny，法語發音：[bʁijani]）是法国科多尔省的一个市镇，属于蒙巴尔区。

## 地理
布里亚尼（47°24'41"N, 4°22'24"E）面积7.53 平方千米，位于法国勃艮第-弗朗什-孔泰大區科多尔省，该省份为法国中东部省份，北起奥布省，西接涅夫勒省和约讷省，南至索恩-卢瓦尔省，东南接汝拉省，东临上索恩省，东北部与上马恩省接壤。
与布里亚尼接壤的市镇（或旧市镇、城区）包括：阿尔芒松河畔蒙蒂尼、鲁瓦伊、布罗、马尔西尼苏蒂勒、楠苏蒂勒、勒瓦勒拉雷。

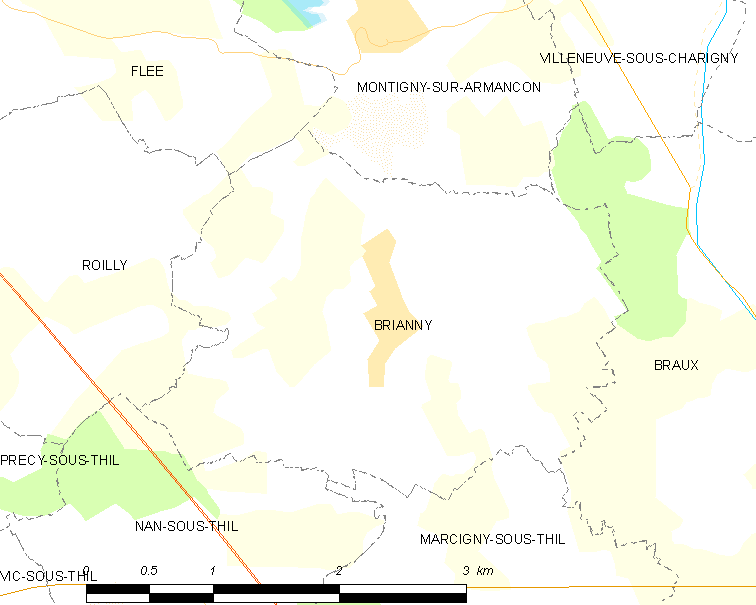
布里亚尼的OSM定位图

布里亚尼的时区为UTC+01:00、UTC+02:00（夏令时）。

## 行政
布里亚尼的邮政编码为21390，INSEE市镇编码为21108。

## 政治
布里亚尼所属的省级选区为欧苏瓦地区瑟米尔县。

## 人口

1962-2008年间布里亚尼人口变化图示

布里亚尼于2022年1月1日时的人口数量为105人。